# Elena Pirrone
Elena Pirrone (Bolzano, 21 febbraio 1999) è una ciclista su strada e pistard italiana che corre per il team Roland. Campionessa mondiale Juniores 2017 in linea e a cronometro, è attiva tra le Elite dal 2018.

## Carriera
Specialista delle prove a cronometro, nel 2017 vince il titolo europeo a cronometro Juniores e le due prove Juniores, in linea e a cronometro, dei campionati del mondo di Bergen.
Nel 2018 debutta tra le Elite con la maglia della formazione UCI Astana Women's Team; viene inoltre convocata in Nazionale Elite per i campionati del mondo di Innsbruck. L'anno dopo conquista il terzo posto nella cronometro Under-23 ai campionati europei di Alkmaar.

## Palmarès

### Strada
- 2016 (Juniores)

Coppa Egidia Juniores/Under-23
- 2017 (Juniores)

Campionati europei, Prova a cronometro Juniores
Campionato regionale, Prova a cronometro Juniores
Campionati del mondo, Prova a cronometro Juniores
Campionati del mondo, Prova in linea Juniores
- 2018 (Astana, due vittorie)

2ª tappa Giro della Campania in Rosa (Mercato San Severino)
Classifica generale Giro della Campania in Rosa
- 2019 (Astana, una vittoria)

Gran Premio BMG Romanengo (cronometro)
- 2023 (Israel Premier Tech Roland, una vittoria)

Women's Cycling Grand Prix Stuttgart & Region

## Piazzamenti

### Grandi Giri
- Giro d'Italia

2019: 36ª
2020: ritirata (6ª tappa)
2023: 36ª
2024: non partita (6ª tappa)
- Tour de France

2024: ritirata (6ª tappa)
- Vuelta a España

2023: 93ª

### Competizioni mondiali
- Campionati del mondo su strada

Doha 2016 - Cronometro Junior: 10ª
Bergen 2017 - Cronometro Junior: vincitrice
Bergen 2017 - In linea Junior: vincitrice
Innsbruck 2018 - Cronometro Elite: 21ª
Innsbruck 2018 - In linea Elite: 58ª
Fiandre 2021 - Cronometro Elite: 29ª
- World Tour

2018: 106ª
2019: 167ª
- Campionati del mondo su pista

Aigle 2016 - Inseg. individuale Juniores: 17ª
Montichiari 2017 - Inseg. individuale Juniores: 3ª

### Competizioni continentali
- Campionati europei su strada

Plumelec 2016 - In linea Junior: 46ª
Herning 2017 - Cronometro Junior: vincitrice
Herning 2017 - In linea Junior: 46ª
Zlín 2018 - In linea Under-23: 8ª
Alkmaar 2019 - Cronometro Under-23: 3ª
Alkmaar 2019 - In linea Under-23: 38ª
Plouay 2020 - Cronometro Under-23: 4ª
Plouay 2020 - In linea Under-23: 38ª
Trento 2021 - Cronometro Under-23: 3ª
- Campionati europei su pista

Sangalhos 2017 - Inseguimento individuale Juniores: 6ª